# Deloscopa
Deloscopa é um gênero de mariposa pertencente à família Acrolophidae.